# Yosorejo (Metro Timur)
Yosorejo is een bestuurslaag in het regentschap Metro van de provincie Lampung, Indonesië. Yosorejo telt 6672 inwoners (volkstelling 2010).